# (6759) 1980 KD
(6759) 1980 KD (1980 KD, 1940 FD, 1991 GE) — астероїд головного поясу, відкритий 21 травня 1980 року.
Тіссеранів параметр щодо Юпітера — 3.136.